# Nationale Front (Libyen)
Die Nationale Front, (vollständiger Name Partei der Nationalen Front; arabisch حزب الجبهة الوطنية, DMG Hizb al-Dschabha al-Wataniyya) ist eine libysche politische Partei, die im Mai 2012 gegründet wurde.
Sie ist eng verbunden mit der Nationalen Front für die Rettung Libyens (NFSL), einer 1981 gegründeten ehemaligen Widerstandsbewegung gegen die Herrschaft von Muammar al-Gaddafi. Die Partei wird von Yusef el-Magariaf, einem intellektuellen Dissidenten aus Ostlibyen, geleitet.

## Ziele und Inhalte
Die Nationale Front wird als liberal und fortschrittlich betrachtet. Sie strebt eine demokratische Regierung und einen bestimmten Grad an Dezentralisierung an, lehnt jedoch ein föderales System ab. Die Hochburgen der Partei der Nationalen Front sind in der östlichen Region Kyrenaika.
Das Parteiprogramm strebt vordergründig den Wiederaufbau Libyens an. Es unterstützt Frauenrechte, freie Wahlen und demokratische Veränderungen.

## Wahl und Regierungsführung
Bei der Wahl zum libyschen Nationalkongress 2012 gewann die Nationale Front drei der 80 für Parteilisten verfügbaren Sitze (120 waren für Parteilose reserviert). Am 9. August wurde der Vorsitzende der Nationalen Front, el-Magariaf, zum Präsidenten des Nationalkongresses, und damit interimistischen Staatsoberhaupt, gewählt. Die Partei für Gerechtigkeit und Aufbau der islamistischen Muslimbruderschaft hatte el-Magariaf aus taktischen Gründen unterstützt, um später ihren Kandidaten für das Amt des Ministerpräsidenten durchzusetzen. Aber auch bei der Wahl des Regierungschefs setzte sich der Kandidat der Nationalen Front, Mustafa Abu Schagur, durch.